# ونمیسا، شهرستان هییو
ونمیسا، شهرستان هییو (به لاتین: Vanamõisa, Hiiu County) یک روستا در استونی است که در دهستان اماسته واقع شده‌است.